# Sněhule severní
Sněhule severní (Plectrophenax nivalis) je středně velký severský druh pěvce z čeledi Calcariidae. Jedná se o nejseverněji hnízdícího ptáka z řádu pěvců.

## Systematika
Sněhule severní byla dříve řazena do čeledi strnadovitých, ale po fylogenetické studii z roku 2008 byla spolu s dalšími pěti druhy ptáků z rodů Plectrophenax, Calcarius a Rhynchophanes přeřazena do samostatné čeledi Calcariidae.
Sněhule severní vytváří čtyři poddruhy, které se liší hlavně opeřením samců v letním šatě.
- Plectrophenax nivalis nivalis – Polární oblasti Evropy a Severní Ameriky. Hlava bílá, hřbet černý s malou plochou bílé.
- Plectrophenax nivalis insulae – Island, Faerské ostrovy, Skotsko. Hlava bílá s načernalým límcem, hřbet černý.
- Plectrophenax nivalis vlasowae – Polární oblast Asie. Hlava bílá, hřbet většinou také bílý.
- Plectrophenax nivalis townsedi – Aleutské ostrovy, Kamčatka, pobřeží východní Sibiře. Zbarvení stejné, jako u P. n. vlasowae, ale je o něco větší.

V roce 2011 byl na Newfoundlandu pravděpodobně zaznamenán ptačí hybrid, který vznikl zkřížením sněhule severní se strnadem severním.

## Popis

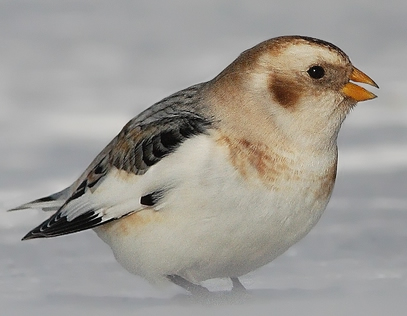
Samec v prostém šatu

Dorůstá délky asi 15–18 cm s rozpětím křídel něco přes 30 cm. Ve všech šatech má nápadná velká bílá pole v křídle, která kontrastují s černými letkami. Samec ve svatebním šatu je celý bílý, většinou s černým hřbetem a krajní částí křídel, samice má hřbet hnědě skvrnitý, na hlavě a hrudi je šedohnědá. V prostém šatu jsou obě pohlaví podobná, s rezavě žlutohnědým nádechem na tvářích, temeni, krku a hrudi, hřbet je skvrnitý. Nohy jsou krátké a černé, na rozdíl od většiny ostatních pěvců má opeřené běháky, což je adaptace na severské prostředí. Zobák je žlutý s tmavou špičkou (ve svatebním šatu celý tmavý). Let je vydatný, těkavý, často využívá větru. Někdy třepetá křídly, jindy naopak létá v hlubokých vlnovkách.

## Rozšíření a biotop

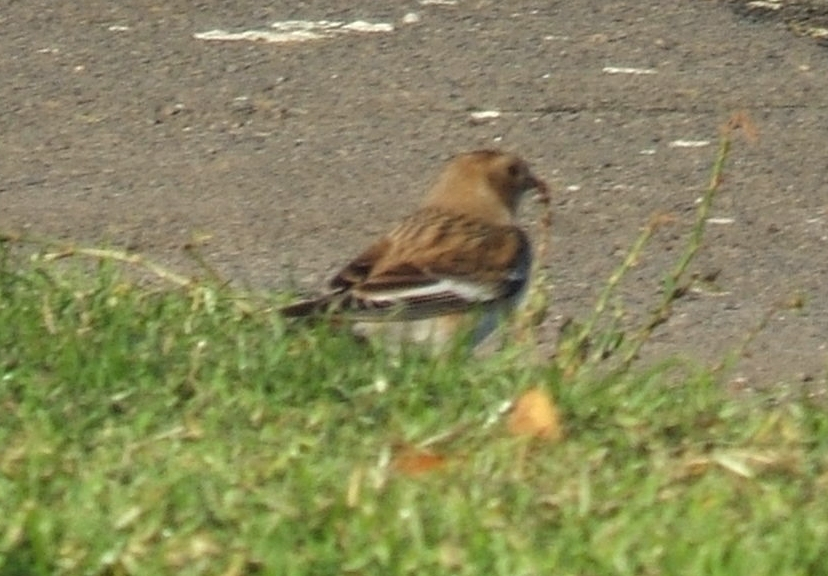
Pták v šatu 1. roku

Sněhule severní má cirkumpolární rozšíření po celé severní polokouli. Hnízdí ve vysokohorském pásmu (sutích), na kamenitých pobřežích a v tundře. Je to stěhovavý pták, podzimní migrace začíná v září, ale některá hejna vylétají až v listopadu. V ČR pravidelně přezimuje v proměnlivém počtu poddruh P. n. nivalis. Někdy se vyskytují jednotliví jedinci, ale často se zdržuje ve skupinkách nebo hejnech v zemědělských oblastech a na vřesovištích. Podle nálezů z polské jeskyně Komarowa se sněhule během poslední doby ledové vyskytovaly i ve střední Evropě.

## Potrava
Potravu hledá na zemi. Živí se převážně semeny, pupeny a drobnými bezobratlými. Sněhule zimující na pobřeží často loví také korýše. Mláďata jsou krmena výhradně bezobratlými.

## Hnízdění

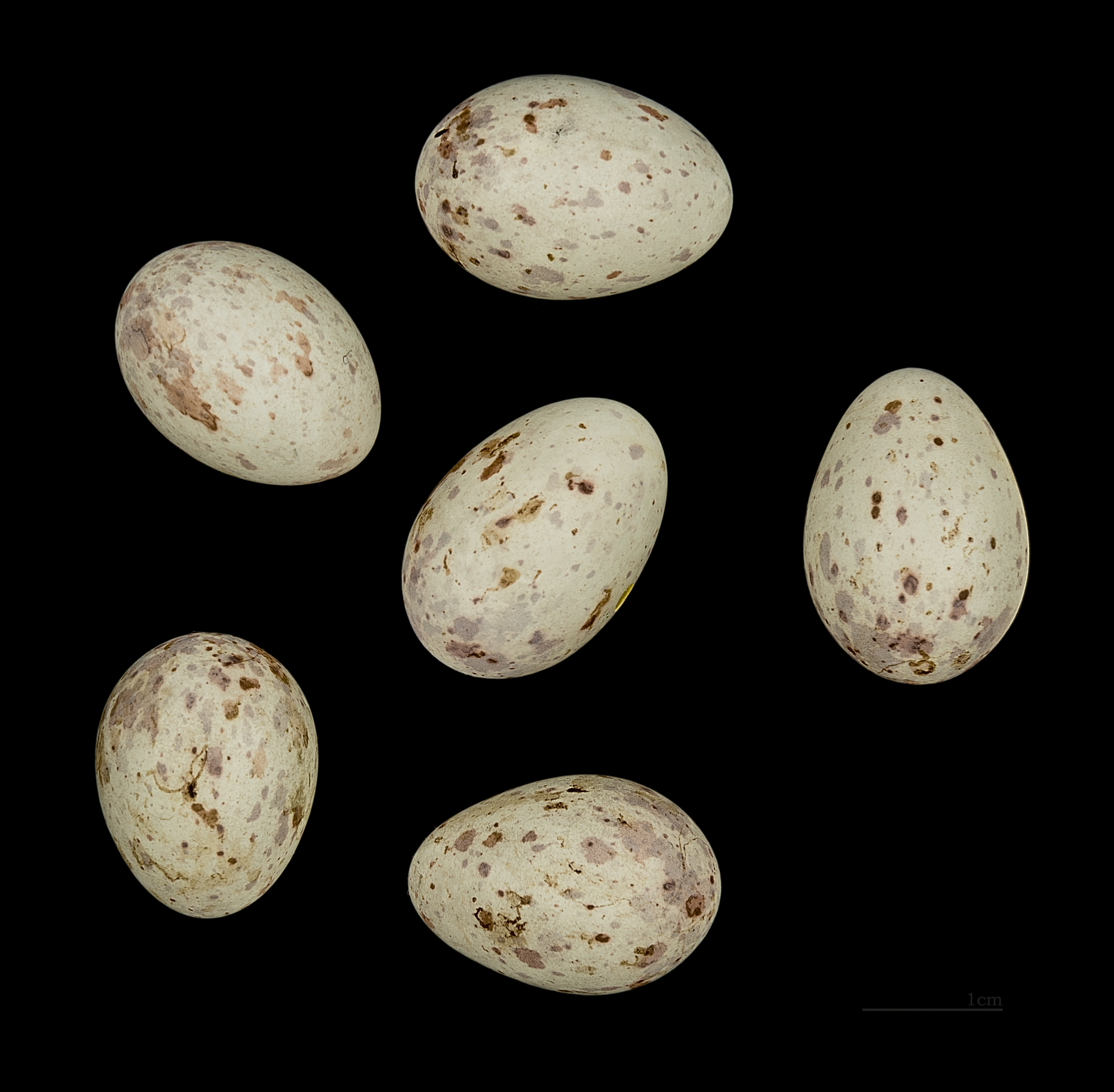
Vejce sněhule severní

Samci se obvykle vrací do hnízdišť přibližně tři až šest týdnů před příletem samic a začátkem hnízdního období. Během této doby si obsadí území, které agresivně brání. Samice se vrací přibližně koncem května, po jejich příletu se je samci snaží nalákat svým zpěvem. Sněhule severní jsou monogamní ptáci, samec samici během období páření sleduje, aby se ujistil, že se nebude pářit s jiným samcem. Hnízdo staví samice ve skalních puklinách, mezi balvany, ve štěrbinách zdí či hromadách dřeva, aby bylo co nejlépe skryto před potenciálními predátory. Klade 4–6 vajec. Během inkubace samec nosí samici potravu, aby vejce nebyla vystavena příliš nízkým teplotám. Mláďata jsou krmena oběma rodiči. Nejvýznamnějšími predátory mláďat a vajec sněhule severní jsou polární lišky, racci a chaluhy.